# Frederikshavn
Frederikshavn [fʀɛðəʀegsˈhɑu̯ʔn] ⓘ ist eine in der Region Nordjylland gelegene dänische Hafenstadt an der Ostseeküste und Sitz der Verwaltung der Frederikshavn Kommune.
Die von Werften geprägte Stadt ist Ausgangspunkt der Fährlinien nach Oslo, Göteborg und zur Insel Læsø.
In der Nähe der Stadt befinden sich einige Waldgebiete mit artenreicher Fauna und Flora und bis zu 70 m hohe Hügel wie der Pikkerbakken. Von dort aus können die nahe gelegenen Hirsholmene genannten Inseln gesehen werden, die verwaltungsmäßig zur Stadt gehören.
Der alte Stadtteil Fiskerklyngen ist mit seinen alten, bunten Fischerhäuschen sehenswert. Zudem bietet die Stadt in einer der längsten Fußgängerzonen des Landes gute Einkaufsmöglichkeiten.
Zu beiden Seiten der Stadt erstreckt sich ein Strand. Einer dieser Strände ist der einzige Strand in Dänemark, der jedes Jahr von Mai bis September durch 100 in den Sand gesetzte Palmen in einen Palmenstrand verwandelt wird.

## Geographie

### Landschaft
Um 6000 v. Chr. waren große Teile des Kattegats noch Land. Um 4000 v. Chr. stieg der Meeresspiegel an und die Kattegatküste verlief am heutigen Frederikshavn vorbei und bildete die Hirsholmene sowie die heute 27 km entfernte Insel Læsø.
Heute ist die Küste geprägt durch Strände und Dünen. Das flache Marinevorland im Norden der Stadt ist durch Heide und Wald sowie landwirtschaftliche Nutzung, hauptsächlich Getreideanbau, geprägt. Im Süden der Stadt befindet sich nur ein schmaler Streifen flacher Küste, bevor eine bis in den Westen der Stadt hineinziehende markante Moränenlandschaft beginnt, die durch die Eismassen der letzten Eiszeit vor 14.000 Jahren entstanden ist.
Südlich der Stadt erheben sich Pikkerbakken und Øksnebjerg mit tiefen Schmelzwasserschluchten. Westlich von Frederikshavn findet man eine hügelige Landschaft mit Wäldern, Wiesen, Tälern und Ackerland, und im Norden ist die Landschaft flach mit Strandwiesen, Sümpfen und Ackerland. Im Osten liegen die Inseln Hirsholmene und Deget im Kattegat.

#### Erhebungen

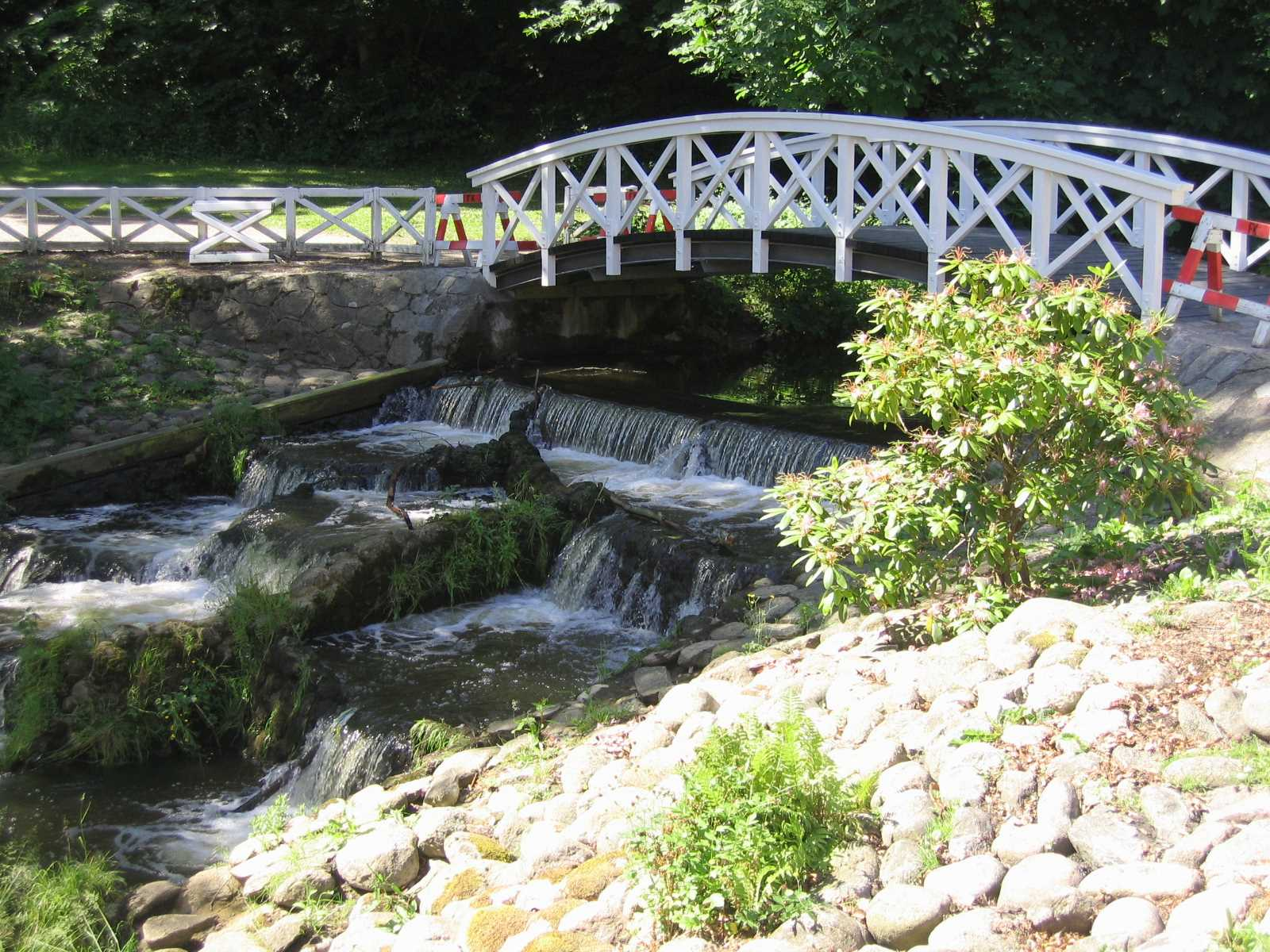
Fischtreppen des Bangsbo Å im Bangsbo Park

- Blåhøj
- Pikkerbakken
- Øksnebjerg

#### Flüsse
Kleine Flüsse im Stadtgebiet:
- Bangsbo Å – Mündet in das Kattegat
- Elling Å – Mündet in das Kattegat
- Kragskov Å – Mündet in den Rugholm Å
- Rugholm Å – Mündet in das Kattegat
- Skærum Å – Mündet in den Elling Å
- Åsted Å – Mündet in den Elling Å

#### Küste
Frederikshavn (ohne Skagen und Sæby) hat eine 32 km lange Kattegatküste am nördlichen Teil der Ostsee. Die Küste ist flach abfallend und wird durch Strände und Dünen dominiert. Den Stränden sind Sandbänke vorgelagert. Die Wassertiefe beträgt in 2 km Entfernung der Küste ungefähr vier Meter.

### Stadtteile
Seit der Kommunalreform in Dänemark gehören zu der Frederikshavn Kommune neben Frederikshavn die Städte Skagen im Norden und Sæby im Süden. Die neue Kommunegrenze ist gleichzeitig Grenze der Frederikshavn Provsti.
Zu Frederikshavn, ohne Skagen und Sæby gehören (Sogn entspricht den deutschen Gemeinden):
- Frederikshavn Sogn – Stadtkern mit Hafen, 2,5 km langer Fußgängerzone, Rathaus, Bahnhof, Kirche (Frederikshavn Kirke), Schwimmhalle, Bibliothek, Gymnasium, Krankenhaus und Polizeipräsidium. Zu Frederikshavn gehören die kleinen vorgelagerten Inseln Hirsholmene.
- Abildgård Sogn – Westlich des Stadtkerns mit Industriegebiet, dem MAN-Werk und Wohnviertel; Kirchen (Abildgård Kirke und Fladstrand Kirke)
- Bangsbostrand Sogn – Südlich des Stadtkerns an der Küste gelegen mit Segelsporthafen, Wohngebieten; Kirchen (Rømisk-katolisk Kirke Frederikshavn und Bangsbostrand Kirke)
- Elling Sogn – Nördlich des Stadtkerns mit den Orten Elling mit Elling Kirke, Jerup mit Bahnhof und Jerup Kirke, Nielstrup und Strandby mit Bahnhof, Strandby Kirke und großem Fischereihafen.
- Åsted Sogn – 5 km westlich des Stadtkerns mit den kleinen Orten Åsted, Kvissel, Rydal und Ravnshøj. In dem Gebiet liegt das Naturschutzgebiet Åsted Ådal, viele Bauernhöfe. Kern der Orte bilden die Kirchen mit umliegenden Friedhöfen (Åsted Kirke und Kvissel Kirke)
- Gærum Sogn – 3 km südwestlich des Stadtkerns mit dem Ort Gærum.
- Skærum Sogn – 8 km westlich des Stadtkerns mit den kleinen Orten Skærum und Skærum Kirkeby mit der Skærum Kirke.
- Flade Sogn – westlich des Stadtkerns mit den Orten Kilden mit Flade Kirke und Knivholt, der Aussichtsturm Cloostårnet bietet eine sehr gute Aussicht über den Westen der Region Vendsyssel.
- Understed Sogn – 2 km südlich des Stadtkerns an der Küste gelegen mit dem kleinen Ort Haldbjerg mit der Understed Kirke

## Geschichte
In dem Stadtgebiet von Frederikshavn wohnen Menschen bereits seit Tausenden von Jahren. So gibt es archäologische Funde von der Steinzeit bis zur Wikingerzeit wie Grabhügel, Großsteingräber, Siedlungen und die Souterrains von Løgten Mark.
Günstig für die Entwicklung Frederikshavns wirkte sich die Lage am Meer mit Naturhafen und guten Ankerplätzen bei den Hirsholmene und der Insel Deget aus. Bis zu den Küsten Schwedens und Norwegens ist es ein kurzer Seeweg, was ökonomische, politische und militärische Vorteile bot. So bekam der damalige Fischerort Fladstrand (dt. „Flachstrand“) bereits 1818 durch den dänischen König Frederik VI. die Stadtrechte und wurde in Frederikshavn umbenannt. Durch den Hafen entwickelte sich die Stadt schnell zu einem wichtigen Handelszentrum in der Region.

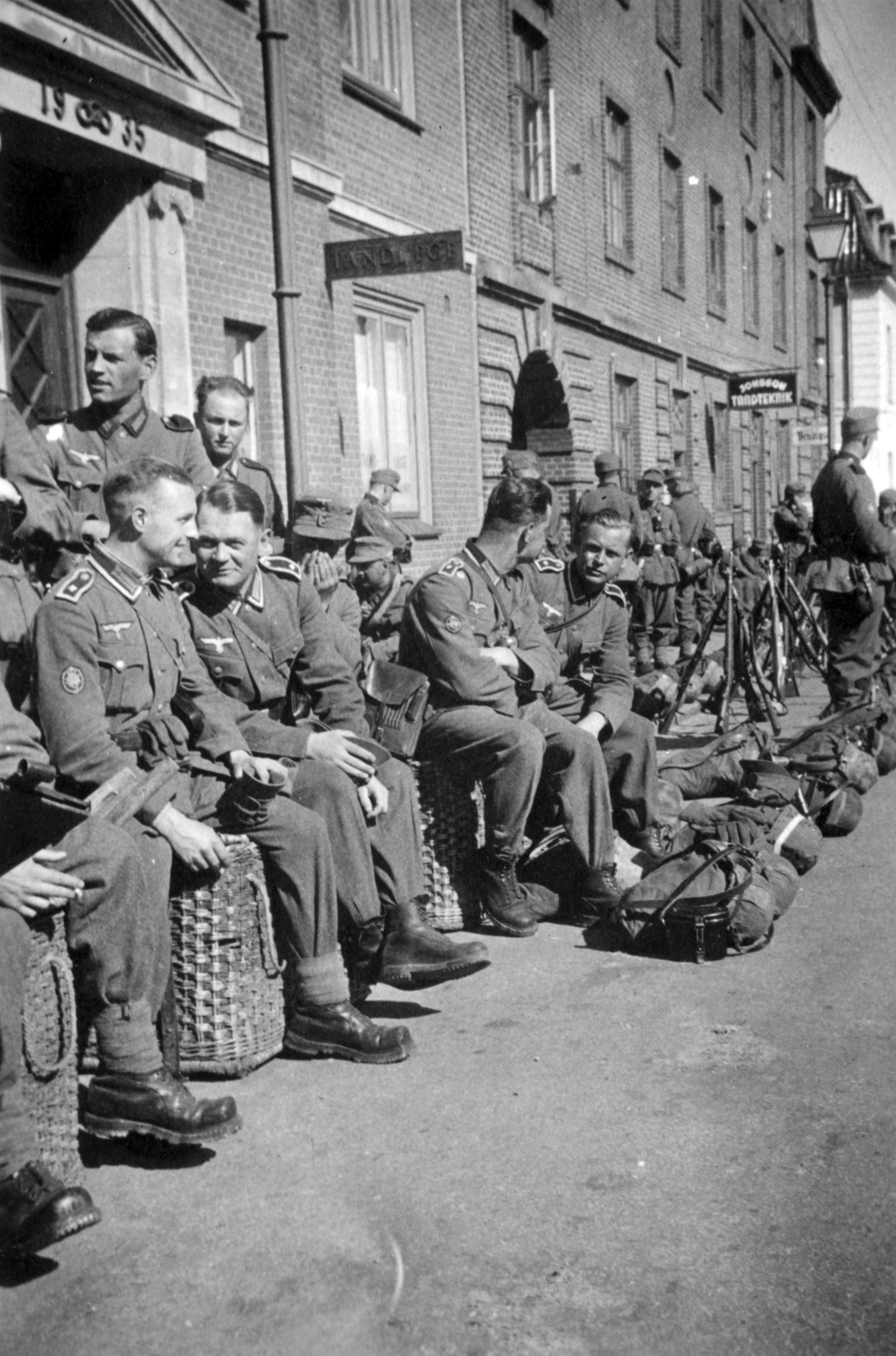
Deutsche Soldaten in Frederikshavn auf dem Weg nach Norwegen

Vor allem die strategische Lage machten sich die Deutschen im Zweiten Weltkrieg zunutze, wo Frederikshavn zur Hauptstadt des Verteidigungsbereiches gemacht wurde. Vier Regionen hatten einen solchen Status unter der deutschen Besetzung. Die drei anderen waren Aalborg, Esbjerg und Hanstholm.
Für die Ökonomie Frederikshavns war der Hafen von größter Bedeutung mit Fischerei und Werftindustrie. Durch Krisen in der Fischerei und in der Werftindustrie stieg in den 1980ern die Arbeitslosigkeit der Stadt. Seitdem entwickelt sich die Stadt im Bereich von Handel und Tourismus.

### Entwicklung der Einwohnerzahl
|               | 1975   | 1980   | 1985   | 1990   | 1995   | 2000   | 2005   | 2010*  |
| ------------- | ------ | ------ | ------ | ------ | ------ | ------ | ------ | ------ |
| Gesamt        | 34.522 | 35.559 | 35.559 | 35.500 | 35.114 | 34.853 | 34.975 | 62.007 |
| männlich      | 17.235 | 17.440 | 17.688 | 17.640 | 17.528 | 17.327 | 16.881 | 30.975 |
| weiblich      | 17.287 | 17.598 | 17.871 | 17.860 | 17.586 | 17.526 | 17.094 | 31.032 |
|               |        |        |        |        |        |        |        |        |
| 00–09 Jahre   | 5.563  | 4.917  | 4.355  | 4.004  | 4.169  | 4.297  | 3.826  | 6.261  |
| 10–19 Jahre   | 5.915  | 6.073  | 5.690  | 5.159  | 4.406  | 4.051  | 4.360  | 7.944  |
| 20–29 Jahre   | 5.123  | 4.844  | 5.310  | 5.410  | 4.808  | 4.136  | 3.271  | 5.051  |
| 30–39 Jahre   | 4.709  | 5.339  | 5.253  | 4.925  | 5.006  | 5.099  | 4.530  | 6.646  |
| 40–49 Jahre   | 3.960  | 4.121  | 4.688  | 5.299  | 5.201  | 4.846  | 4.969  | 9.365  |
| 50–59 Jahre   | 3.901  | 3.828  | 3.736  | 3.946  | 4.484  | 5.120  | 5.011  | 9.175  |
| 60–69 Jahre   | 2.959  | 3.191  | 3.450  | 3.374  | 3.310  | 3.470  | 4.041  | 9.155  |
| 70–79 Jahre   | 1.791  | 1.959  | 2.182  | 2.348  | 2.520  | 2.525  | 2.509  | 5.334  |
| 80–89 Jahre   | 550    | 675    | 802    | 919    | 1.083  | 1.154  | 1.246  | 2.595  |
| 90–99 Jahre   | 51     | 90     | 89     | 115    | 125    | 153    | 209    | 468    |
| über 99 Jahre | 0      | 1      | 4      | 1      | 2      | 2      | 3      | 8      |

(jeweils 1. Januar)
- 2007 Eingemeindung der Kommunen Skagen und Sæby

(jeweils 1. Januar)

## Politik/Verwaltung

### Kommunale Gliederung

#### 1793–1970

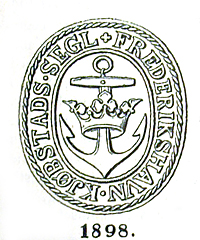
Frederikhavns Siegel von 1898

Bis zum Jahr 1970 gehörte Frederikshavns nördlicher Teil zur Horns Herred, der südliche Teil zur Dronninglund Herred. Beide Herred lagen im Hjørring Amt.

#### 1970–2006
Durch die Kommunalreform 1970 wurde Frederikshavn Kommune und war neben Hjørring eine zentrale Kommune in Vendsyssel. Frederikshavn war im Nordjyllands Amt mit Aalborg als Hauptstadt.

#### Ab 2007
Durch die Kommunalreform, die am 1. Januar 2007 wirksam wurde, sind die Kommunen Skagen und Sæby angegliedert worden. Die Kommune Frederikshavn ist eine von elf Kommunen in der Region Nordjylland mit Aalborg als Regionalhauptstadt.
|           | Frederikshavn | Skagen        | Sæby          | Neue Frederikshavn Kommune |
| --------- | ------------- | ------------- | ------------- | -------------------------- |
| Fläche    | 179,59 km²    | 142,90 km²    | 326,17 km²    | 648,6 km²                  |
| Einwohner | 34.966 (2004) | 12.027 (2004) | 17.969 (2004) | 62.741 (2007)              |

### Politik

#### Stadtrat
Der Stadtrat für die neue Frederikshavn Kommune besteht aus 31 Mitgliedern.
(Stand: 1. Januar 2014)
Bürgermeister:
- Birgit S. Hansen, Socialdemokratiet, Krankenpflegerin

1. Stellvertretender Bürgermeister:
- Lars M. Møller (Bürgermeister von Frederikshavn 2010–2013), Venstre, Landwirt

2. Stellvertretender Bürgermeister:
- Bjarne Kvist, Socialdemokratiet, Postbote i.R.

Übrige Mitglieder:
- Carsten Sørensen, Dansk Folkeparti, Sekretär
- Anders Broholm, Venstre, Gymnasiallehrer
- Erik Kyed Tolle, Socialdemokratiet, Arbeitsvermittler
- Morgens Brag, Venstre, Lehrer
- Jørgen Tousgaard, Socialdemokratiet, Leiter d. Sozialverwaltung i.R.
- Flemming Rasmussen, Dansk Folkeparti, Polizeioberkommissar i.R.
- Ole Rørbæk Jensen, Socialdemokratiet, Radiohändler
- Jens Ole Jensen, Venstre, Bankdirektor
- Christina Lykke Eriksen, Socialistisk Folkeparti, Erzieherin
- Anders Brandt Sørensen, Socialdemokratiet, Gymnasiallehrer
- Helle Madsen, Venstre, Bäckerin
- Irene Hjortshøj, Socialdemokratiet, psychiatrische Pflegerin
- Hanne Bøgsted, Dansk Folkeparti
- Kristina Lilly Frandsen, Venstre, Studentin
- John Karlsson, Socialdemokratiet, Fachsekretär
- Kenneth Bergen, Socialdemokratiet, Gewerkschaftsfunktionär
- Mette Hardam, Venstre, Buchhalter
- Peter E. Nielsen, Det Konservative Folkeparti, Radiohändler
- Karl Falden, Socialdemokratiet, Immobilienmakler
- Pia Karlsen, Venstre, Verwaltungssekretärin
- Jens Hedegaard Kristensen, Socialdemokratiet, Kasernenverwalter
- Ida Skov, Enhedslisten, Frührentnerin
- Frode Thule Jensen, Venstre, Landwirt
- Brian Kjær, Socialdemokratiet, Berufsberater
- Karsten Drastrup, Dansk Folkeparti, Selbstständig
- Jytte Høyrup, Venstre, Leiterin Beschaffung
- Bahram Dehghan, Socialdemokratiet, Senior Projekt Manager
- Bent H. Pedersen, Socialdemokratiet, Sozialhelfer

#### Bürgermeister
- 2014: Birgit S. Hansen, Krankenpflegerin
- 2010: Lars Møller, Landwirt
- 1998: Erik Sørensen, Finanzbeamter
- 1994: Jens Christian Larsen, Schulinspekteur
- 1986: Ove Christensen, Polizeiobermeister
- 1970: Villy Christensen, Schuldirektor
- 1965: Christian Pedersen, Zimmerer
- 1960: Harald Jensen, Kinoleiter
- 1954: Lars Christian Fisker, Oberlehrer
- 1950: Westy Beckett, Jurist
- 1937: Lars Christian Fisker, Oberlehrer
- 1936: Harald Victor Alster, Jurist
- 1933: Frithjof Houmøller, Ingenieur
- 1920: Johan Gustav Hassing, Malermeister
- 1919: Christen Elius Andersen, Sparkassendirektor
- 1913: P. E. Hosøe (durch König ernannt)
- 1900: C. A. Ramsig (durch König ernannt)
- 1882: Niels Tvede (durch König ernannt), Vogt
- 1870: F. E. E. Erichsen (durch König ernannt), Vogt

### Öffentliche Verwaltung
Sitz der öffentlichen Verwaltung ist Frederikshavn: Frederikshavn Kommune, Rådhus Allé 100, 9900 Frederikshavn. Die Bürgerberatung findet weiterhin in den Rathäusern Skagens und Sæbys statt.

## Wirtschaft und Infrastruktur

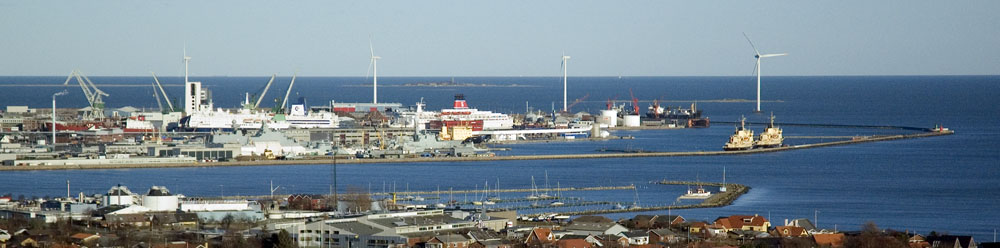
Marinestützpunkt Frederikshavn

### Wirtschaft
Seit 1818 ist Frederikshavn Handelsstadt, seitdem gibt es Betriebe für Fischerei, Landwirtschaft und Schiffbau Handelsunternehmen. Es ergaben sich kaum Änderungen durch die Industrialisierung, mit Ausnahme des Schiffbaus. Dienstleistungseinrichtungen und Handel sind heute neben öffentlichen Einrichtungen die größten Arbeitgeber.

#### Arbeitslosigkeit
| 1994   | 1998   | 2000   | 2002  | 2004   | 2006  | 2008*  | 2010*  | 2012*  |
| ------ | ------ | ------ | ----- | ------ | ----- | ------ | ------ | ------ |
| 13,8 % | 10,8 % | 10,2 % | 9,3 % | 11,2 % | 7,2 % | 3,8 %* | 8,1 %* | 6,8 %* |

Durch Eingemeindungen von Skagen und Sæby ab 2008 Zahlen für die gesamte Kommune.
Aufgrund von Entlassungen in den Werften hat Frederikshavn eine der höchsten Arbeitslosenquoten des Landes, durch Arbeitskräftebedarf anderer Branchen konnte sich die Quote jedoch stabilisieren.

#### Landwirtschaft
Wegen sandiger Böden und Trockenheit bestehen im Sommer nur schlechte Anbaumöglichkeiten. Hauptsächlich werden Kartoffeln, Getreide, Zwiebeln und Karotten angebaut. Daneben gibt es Viehhaltung.

#### Fischerei
Fischereihäfen bestehen im Frederikshavner Hafen und in Strandby. Früher war der Fischfang eine der größten Einnahmequellen der Region. Heute sind auf diesem Sektor nur noch wenige Menschen beschäftigt. In beiden Häfen befinden sich größere fischverarbeitende Betriebe, in Strandby besteht eine Fischauktionshalle.

#### Industrie
- Leuchtmittelherstellung
- LKW-Fahrgestellbau
- Schiffsmotorenbau
- Telekommunikationsgerätebau
- Werften

#### Handel und Dienstleistungen

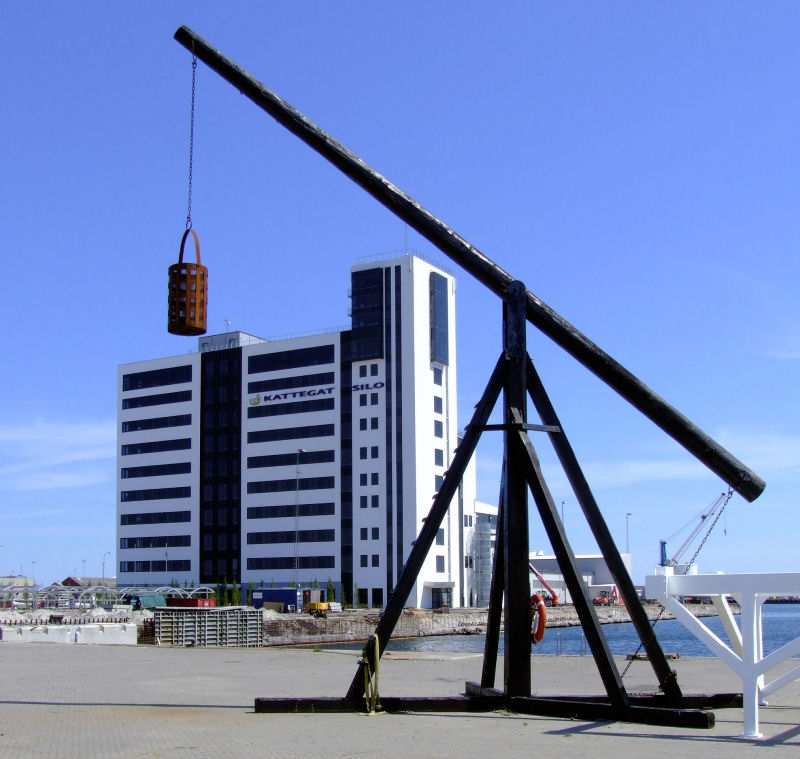
Ein zum Dienstleistungszentrum umgebautes Silo

Größter Wirtschaftssektor Frederikshavns, schwerpunktmäßig mit:
- Banken
- Einzelhandel: Eine der längsten Fußgängerzone Dänemarks
- Handel durch Messen und Kongresse
- Tourismus

#### Bildung und Forschung
Die Frederikshavn Kommune (ohne Skagen und Sæby) ist in elf Schulbezirke mit einer Volksschule eingeteilt, diese ermöglichen den Schulbesuch der Klassen 1 bis 10. Zudem befindet sich eine Volksschule mit musikalischen Schwerpunkt und eine mit Schwerpunkt Hauswirtschaft sowie eine private Volksschule in Frederikshavn.
Nach dem Abschluss der Volksschule steht der Besuch verschiedener weiterführender Schulen offen:
- Alexandra-Skolen (Design-Schule)
- EUC Nord (Handelsschule, fremdsprachlicher Schwerpunkt)
- Frederikshavn Gymnasium og HF kursus (Gymnasiale Oberschule und Handelsschule)
- Frederikshavn Handelsskole (Handelsschule)
- Frederikshavn Produktionsskole (Schule für industrielle Berufe)
- MARTEC (Seefahrtsschule, Maschinistenschule)
- Nordjyllands Sports College (Sportschule)
- Nordjysk Brand- og Redningsskole (Feuerwehrschule)
- Søværnets Sergent- og Reserveofficersskole (Reserveoffiziers- und Unteroffiziersschule der Dänischen Marine)
- Søværnets Teknikskoles Havarikursus (Seefahrttechnische Sicherheitsakademie)
- VUC Frederikshavn (Abendgymnasium)

Die nächste Universität befindet sich in Aalborg.

### Verkehr

#### Auto
- Autobahn E 45 Richtung Flensburg (Deutschland) über Aalborg, Randers, Aarhus, Skanderborg, Vejle (E 20 nach Odense, Slagelse, Roskilde, Kopenhagen), Kolding (E 20 nach Esbjerg), Aabenraa
- Hauptverkehrsstraße 40 nach Skagen über Aalbæk
- Hauptverkehrsstraße 35 nach Hjørring über Sindal
- Regionalstraße 585 nach Brønderslev über Øster Vrå
- Regionalstraße 180/541 nach Hals über Sæby, Voerså und Aså

#### Bahn
Der Gesamtverkehr auf den Strecken Frederikshavn–Skagen nach Skagen über Strandby, Jerup, Aalbæk und Hulsig sowie Frederikshavn–Aalborg über Sindal, Hjørring und Brønderslev erfolgt durch Regionalzüge der Nordjyske Jernbaner.

#### Bus
Stadtbuslinien sowie Regionalbusse vom Busbahnhof. Regionallinien nach Skagen, Sæby, Øster Vrå, Sindal und Hirtshals.

#### Fahrrad
Alle Stadtteile haben gut ausgebaute Radwege. Mehrere nationale Radrouten sowie der EuroVelo 3 (Trondheim–Santiago de Compostela) führen durch Frederikshavn.

#### Flugzeug
Ein Regionalflughafen ist in Sindal mit Linienflügen nach Kopenhagen und London. Der nächste Internationale Flughafen ist in Aalborg.

#### Schiff

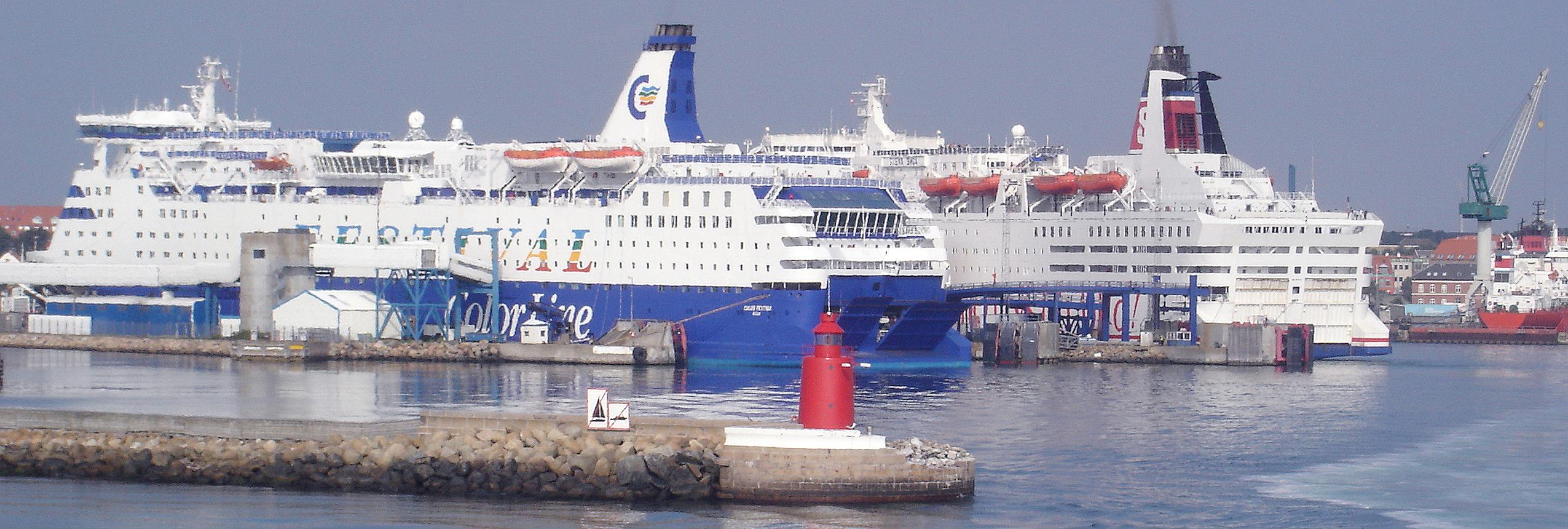
Hafen von Frederikshavn

Frederikshavn ist ein bedeutender Fährhafen mit Fährverbindungen nach:
- Göteborg (Schweden) – mit Stena Line: Konventionelle Fähren Stena Jutlandica, Stena Danica sowie in der Hochsaison Stena Germanica und Stena Scandinavica, 3,25 Stunden. Zudem Eisenbahn und Frachtfähre Stena Scanrail.
- Oslo (Norwegen) – mit DFDS
- Læsø (Dänemark) – Route nach Vesterø Havn – bedient durch Læsø Færgeselskab mit Ana Læsø und Margrete Læsø, 1,5 Stunden.

Jährlich mehr als 2.500.000 Passagiere mit 500.000 Personenkraftwagen nutzen den Hafen, 3.000.000 Tonnen Fracht wird umgeschlagen. Des Weiteren dient der Fährhafen dem Transport von Schüttgut, Containern und Öl.

### Militär
In der gesamten Kommune befinden sich Stützpunkte der königlich dänischen Marine. Im Hafen von Frederikshavn ist die 1. Flotte der dänischen Marine mit insgesamt neun Divisionen stationiert. Unter anderem haben das dänische Segelschulschiff Danmark und die königliche Yacht Dannebrog hier ihren Heimathafen.

## Kultur, Tourismus und Sehenswürdigkeiten

### Aussicht

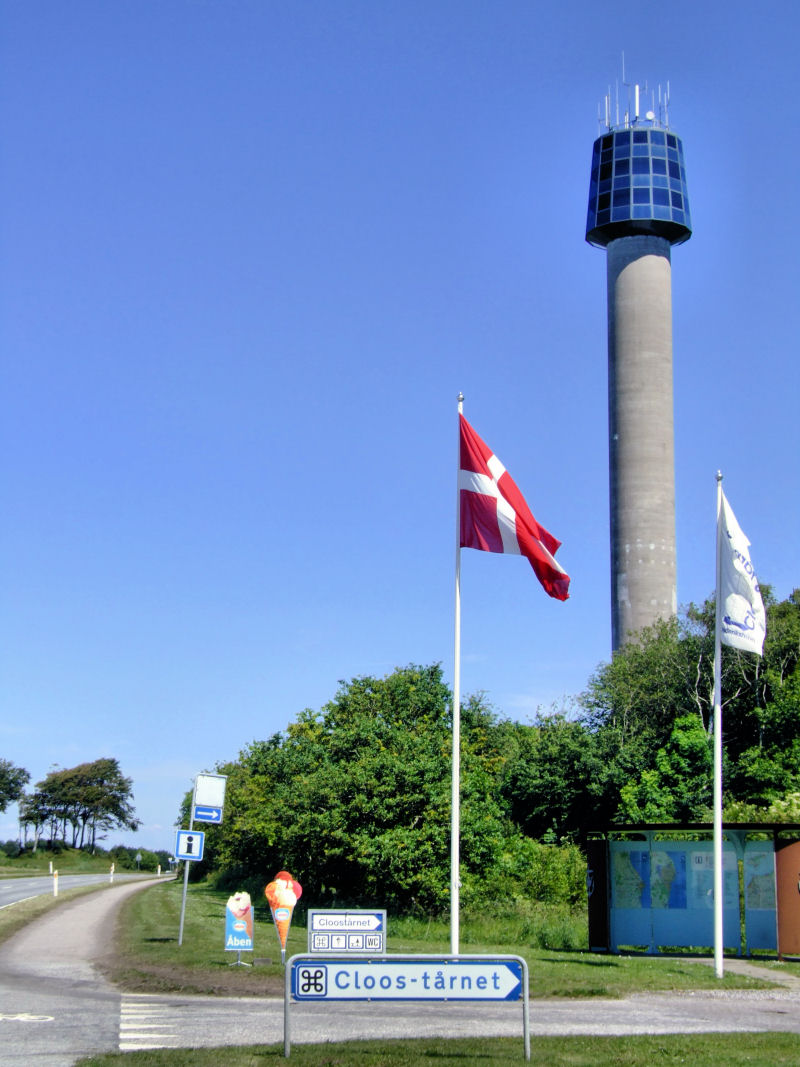
Aussichtsturm von Frederikshavn

- Cloostårnet – Aussichtsturm im Westen der Stadt am Brønderslevvej, durch Konsul Cloos gestiftet, 60 Meter hohe Aussichtsplattform, 168 Meter über dem Meeresspiegel, am Fuß des Turmes befindet sich ein Naturspielplatz
- Nordre Mole – Nördliche Mole des Hafens mit Blick auf den Marinehafen, den Fähr- und Frachthafen sowie auf die Werften; Beobachtung des Ein- und Auslaufens der Schiffe; guter Angelplatz (Scholle, Dorsch, Meerforelle, Makrele)
- Nordre Skanse – Alte Verteidigungsanlage nördlich der Fiskerklyngen mit Aussicht auf das Meer und die Hirsholmene
- Pikkerbakken – Im Stadtteil Bangsbo mit Aussicht über Frederikshavn, die Hirsholmene, bei gutem Wetter bis Skagen und Læsø
- Øksnebjerg – mit 95 Meter höchster Berg Frederikshavns mit Aussicht über die Bucht zwischen Skagen und Sæby

### Kirchen

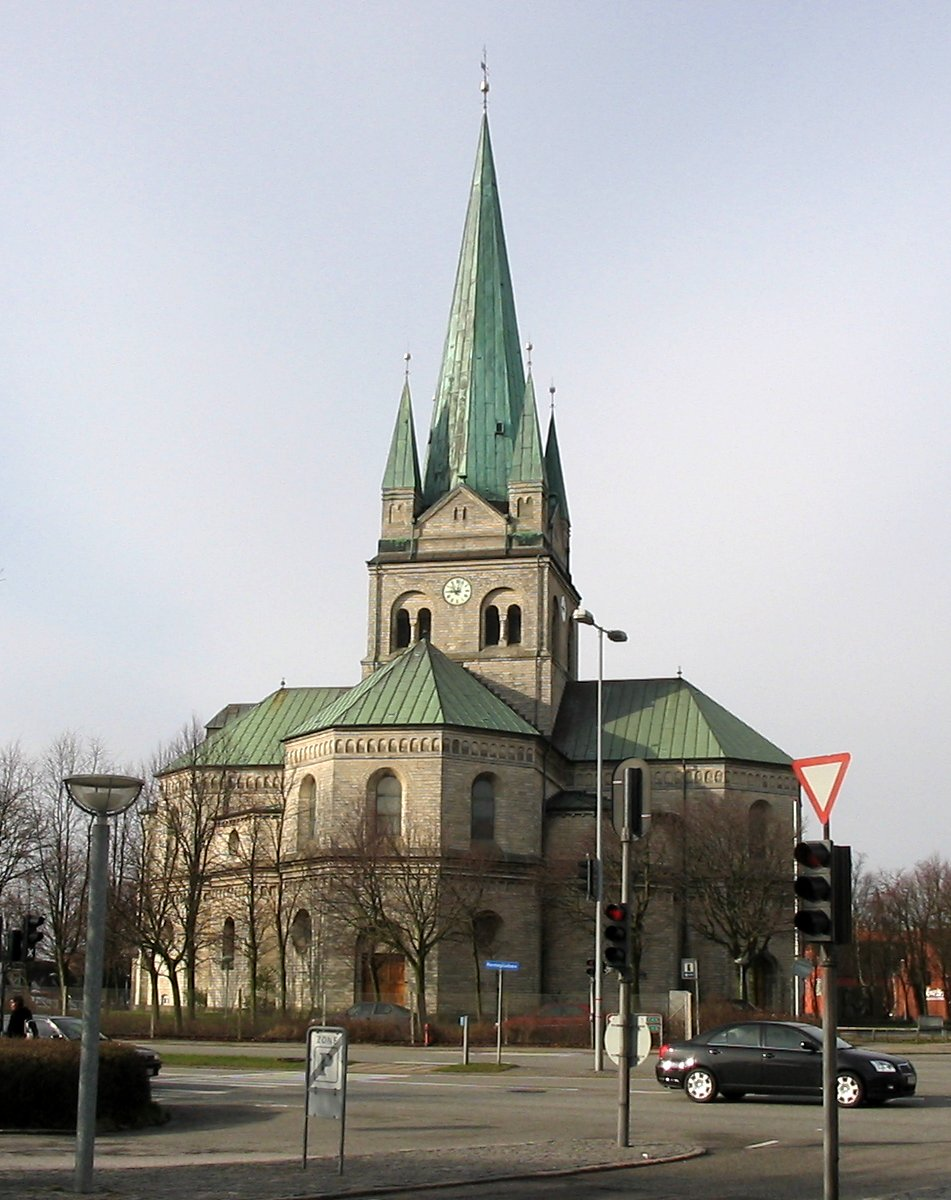
Frederikshavn Kirke

#### Kirchen der evangelisch-lutherischen Volkskirche
- Abildgård Kirke – moderne und große Kirche mit Gemeindezentrum (erweitert 2006/07) in der Kirchspielsgemeinde Abildgård
- Bangsbostrand Kirke – Kirche mit Gemeindesälen und Pfarrhaus der Kirchspielsgemeinde Bangsbostrand
- Elling Kirke – älteste Kirche der Elling-Kirchengemeinde mit Friedhof
- Flade Kirke – kleine Kirche der Flade-Kirchengemeinde mit Zentralfriedhof für Frederikshavn
- Fladstrand Kirke – älteste Kirche der Stadt mit Zentralfriedhof und großem Park, Filialkirche der Kirchspielsgemeinde Abildgård
- Frederikshavn Kirke – eine der größten Kirchen Dänemarks, zentrale Kirche in Frederikshavn, nahe der Fußgängerzone, neben der Kirche das Gemeindehaus der Gemeinde im Stadtkern
- Hirsholmene Kirke – winzige Kirche auf den Hirsholmene, Filialkirche der Zentralen Kirchengemeinde in Frederikshavn
- Jerup Kirke – kleine Filialkirche mit Friedhof der Elling-Kirchengemeinde
- Kvissel Kirke – Kirche in Kvissel mit umliegendem Friedhof der Kirchspielsgemeinde Åsted
- Skærum Kirke – kleine Kirche der Kirchspielsgemeinde Skærum
- Strandby Kirke – Filialkirche in Strandby der Kirchspielsgemeinde Elling
- Understed Kirke – Kirche mit Friedhof der Kirchspielsgemeinde Understed
- Åsted Kirke – Kirche mit Friedhof der Kirchspielsgemeinde Åsted

#### Methodistische Kirche
- Methodistik Kirke Strandby – größte methodistische Kirche Dänemarks

#### Evangelisch-reformierte Kirche
- kleines Gemeindehaus in Frederikshavn

#### Römisch-katholische Kirche
- Rømisk-katolisk Kirke Frederikshavn – katholische Kirche für die Region Vendsyssel

#### Der Kirche nahestehende Vereine
- FDF – ein Jugendverband der dänischen Volkskirche
- KFUM & KFUK – dänischer CVJM

### Museen

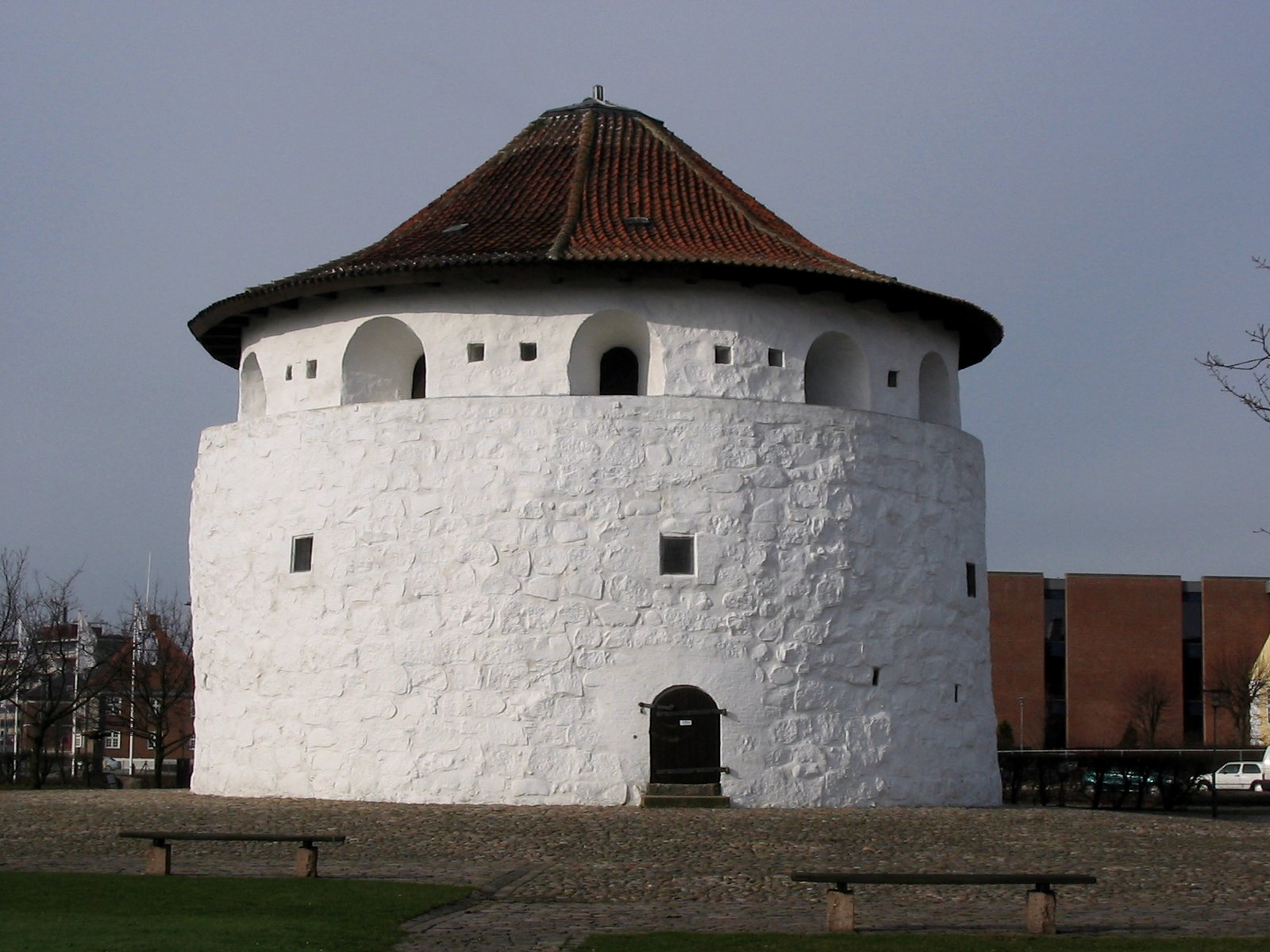
Krudtårnet

- Bangsbo-Museum – mit Ausstellung über die Geschichte Frederikshavns und der Region sowie über das Leben in Vendsyssel im 19. Jahrhundert, dazu Textilien, Wagen und Geschirr aus dieser Zeit; restauriertes Wikingerschiff, welches aus dem Fluss Elling Å geborgen wurde sowie Schiffsmodelle und Informationen über Nordjyllands Seefahrt
- Bunkermuseum Fort Bangsbo – Kommandobunker aus dem Zweiten Weltkrieg, der von 1940 bis zur Befreiung Dänemarks 1945 dem deutschen Oberbefehlshaber für Nordjütland als Zentrale diente, zum Museum ausgebaut
- Kunstmuseum og Exlibrissamling – Kunstmuseum in der Nähe des Rathauses. Enthält mit ca. 450.000 eine der weltweit größten Sammlungen an Exlibris.[8]
- Pulverturm/Krudttårnet – der von 1686 bis 1690 errichtete Pulverturm diente dem damaligen Fladstrand zur Verteidigung; damals stand der Turm auf einer Landzunge etwa 100 Meter in das Meer hinein, sodass feindliche Kanonen von Schiffen die Stadt nicht erreichen konnten, bevor die Schiffe in Reichweite des Turmes waren. Der Turm diente dem Helden der Stadt, Peter Wessel, »Tordenskiold« genannt, als Basis. Ausstellung mit Waffen und Informationen über das damalige Fladstrand

### Naturgebiete

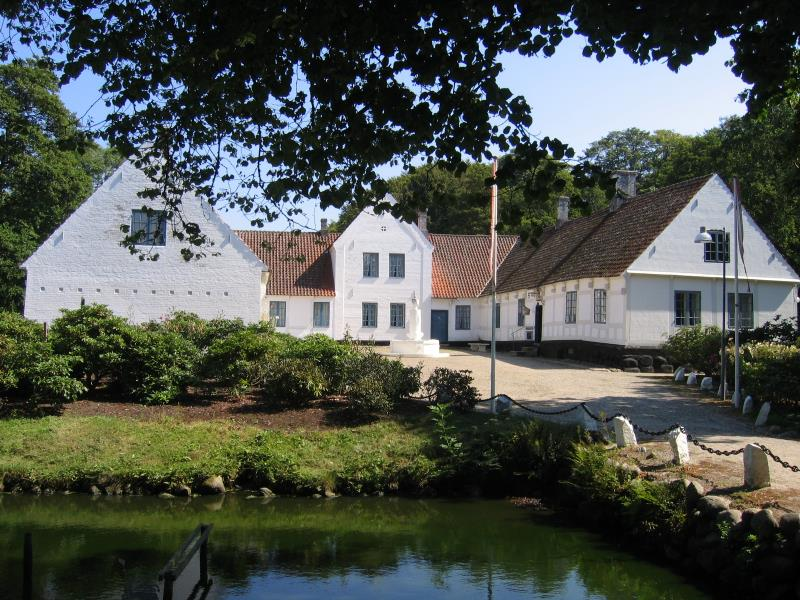
Herrensitz von Bangsbo

- Bangsbo-Park – Herrensitz von Bangsbo aus dem Jahre 1364 mit Wallgraben und Park, durch den der Fluss Bangsbo Å fließt; Botanischer Garten, Kräutergarten, Steingarten „Boolsens-Stenhave“ (Ausstellung von etwa 1000 Steinwerkzeugen aus fünf Jahrtausenden), Freilichtbühne, Wildgehege, Fußweg zum Aussichtspunkt Pikkerbakken; dort befindet sich das Bangsbo-Museum; Trimm-dich-Pfade; Naturspielplatz; Wanderwege, reiche Flora und Fauna
- Blåhøj – Wanderrouten und Aussichtspunkt zwischen Tolne und Dvergetved; Sammeln von Blaubeeren und Preiselbeeren möglich
- Hirsholmene – Inselgruppe, Hauptinsel mit Leuchtturm, Hirsholmene Kirke (Kirche), mehreren Wohnhäusern und kleinem Hafen; Überfahrt mit Postboot ab Frederikshavn Hafen möglich; Reiche Vogelvielfalt, Naturschutzgebiet
- Plantagen – Stadtpark mit Zentralfriedhof an der Fladstrand Kirke mit Wiesen, Wald, Seen, Spielplätzen und Voliere
- Strände – an der gesamten Küste der Stadt saubere Strände mit ausgezeichneter „Blaue Flagge“ Wasserqualität; flach abfallende Wassertiefe und Sandbänke, dadurch kinderfreundlich
- Vandværksskov – Wald um das alte Wasserwerk, mit See und Bächen; befestigte Wanderwege
- Åsted Ådal – Naturschutzgebiet im Stadtteil Åsted

### Skulpturen und Denkmäler

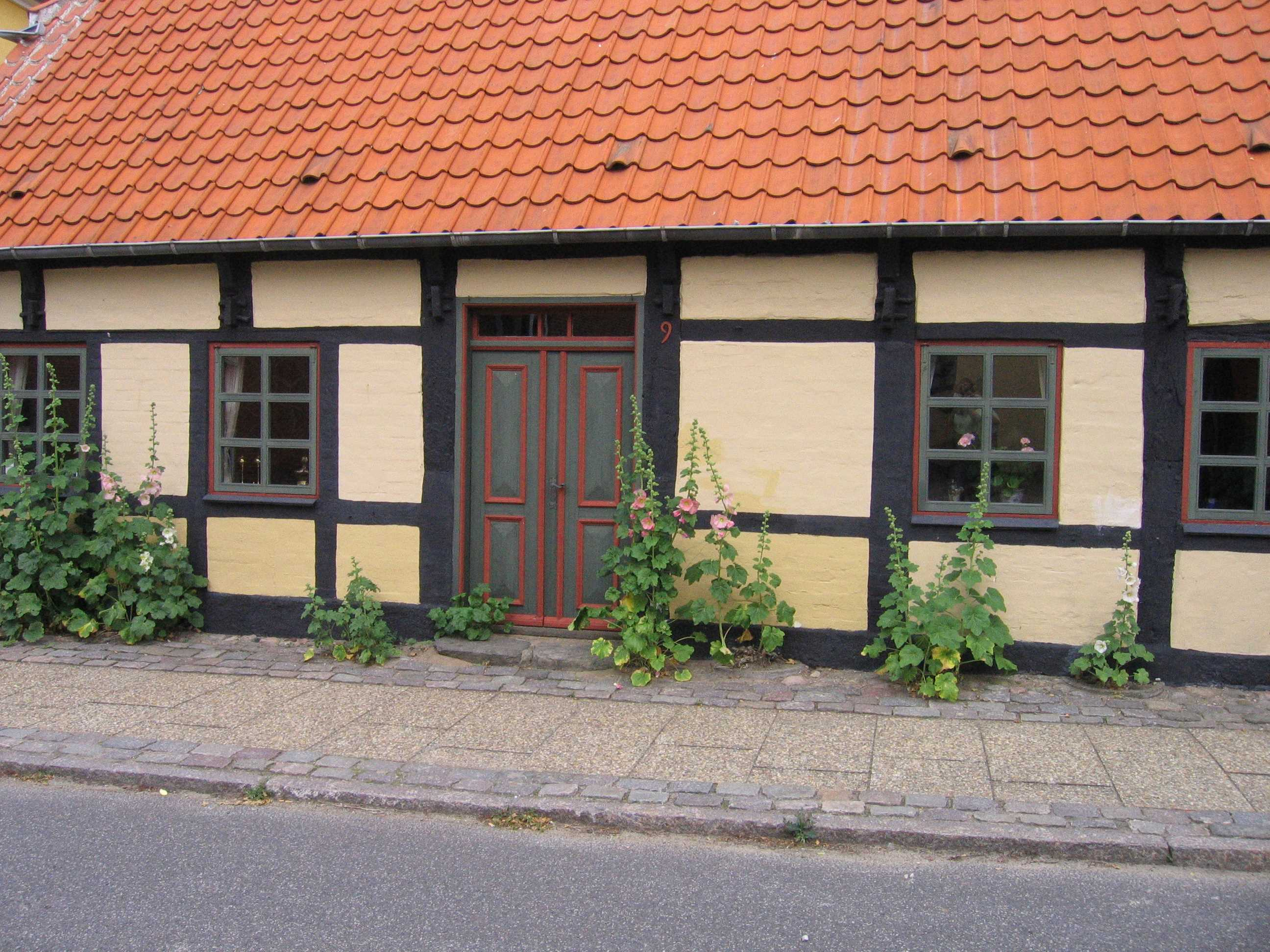
Typisches Haus der Fiskerklyngen

- Bangsbo-Hovedgård – Herrensitz von Bangsbo aus dem Jahre 1364 mit Wallgraben und Park, durch den der Fluss Bangsbo Å fließt; Botanischer Garten, Kräutergarten, Steingarten „Boolsens-Stenhave“ (Ausstellung von circa 1000 Steinwerkzeugen aus fünf Jahrtausenden), Freilichtbühne, Wildgehege, Fußweg zum Aussichtspunkt Pikkerbakken; dort befindet sich das Bangsbo-Museum
- Brysterne – fünf kuppelförmige Bruchsteinskulpturen mit Springbrunnen
- Fiskerklyngen – ältester Stadtteil Frederikshavns, mit kleinen gelben Fischerhäusern
- Frihedsmonumented – Granitrelief von Sven Bovin, erinnert an die Besatzung, den Krieg und die Befreiung; befindet sich neben der Frederikshavn Kirke
- Jernalderkældrene – sieben Kellerfundamente aus der keltischen Eisenzeit, die zu Aufbewahrungszwecken genutzt wurden
- Jættestuen Blakshøj – Ganggrab, welches 8 Meter lang und 2,2 Meter breit ist (in der Nähe des Ortsteiles Gærum)
- Knivholt-Hovedgård – Restaurierter Hof mit historischen Werkstätten; Freiluft-Konzerte im Sommer
- Rødspøtte-Fontæne – „Schollen-Springbrunnen“ am nördlichen Ende der Danmarksgade; die Scholle ist ein Wahrzeichen der Stadt, der Brunnen wurde 1987 errichtet, als die Stadt zum „Årets By“, der Stadt des Jahres, ernannt wurde
- Tordenskjold-Denkmal – Auf dem Platz „Fisketorvet“ in der Fußgängerzone schaut die Bronzestatue des Helden der Stadt, Peter Wessel „Tordenskjold“, in Richtung des Meeres, um die Stadt vor feindlichen Schiffen zu beschützen; Auf dem Platz finden in den Sommermonaten oft Konzerte/Aktionen statt
- Tubablæseren – Bronzestatue eines Tubaspielers am Rathaus, der Bläser würde laut spielen, wenn die Politiker etwas Schlechtes beschließen, bisher wurde er noch nicht gehört
- Vinden – „Der Wind“, große muschelförmige Skulptur zum Thema Wind in der Nähe des Rathauses, gefertigt von der Ortsansässigen Werft Danyard

### Unterhaltung und Sport

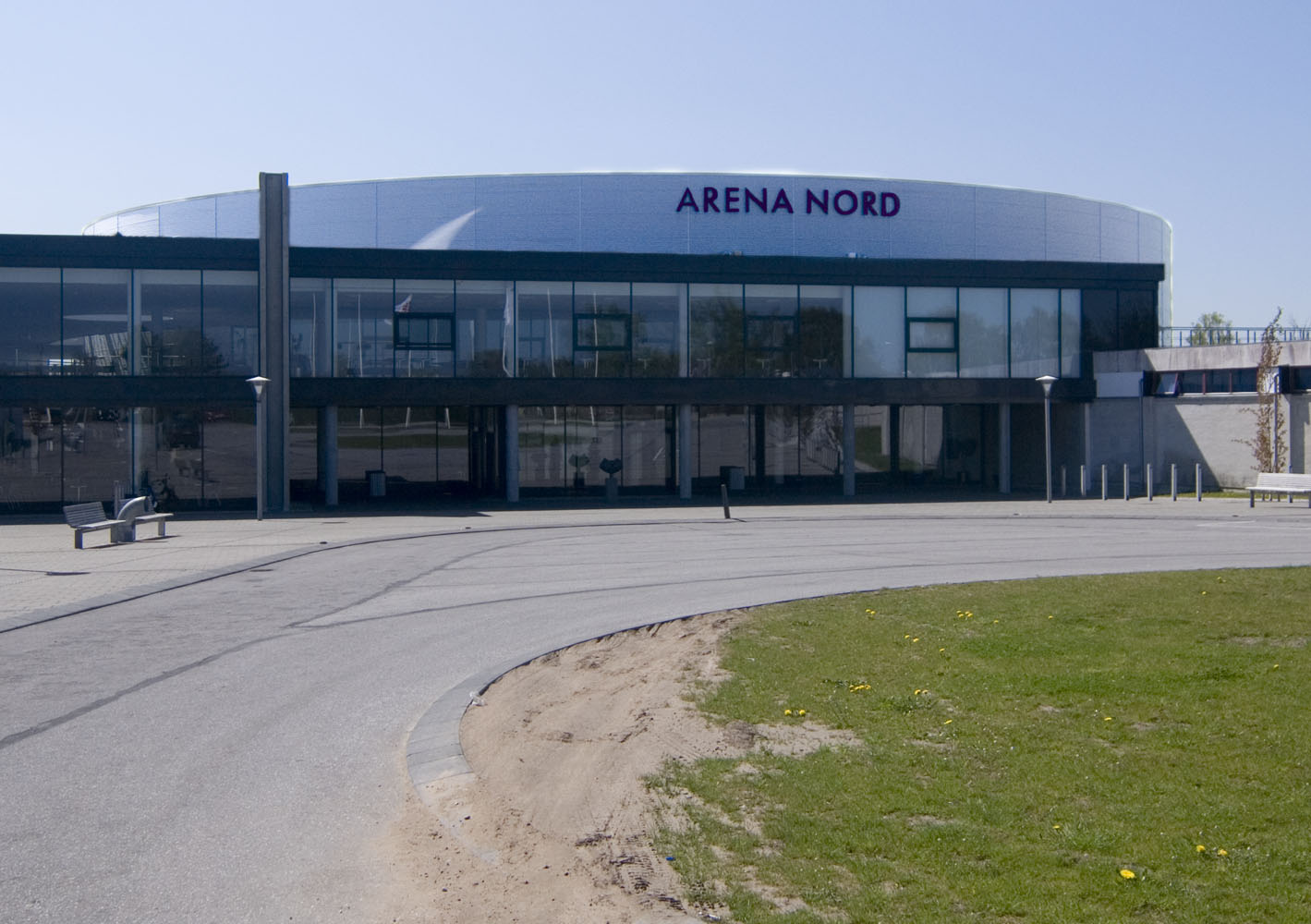
Arena Nord

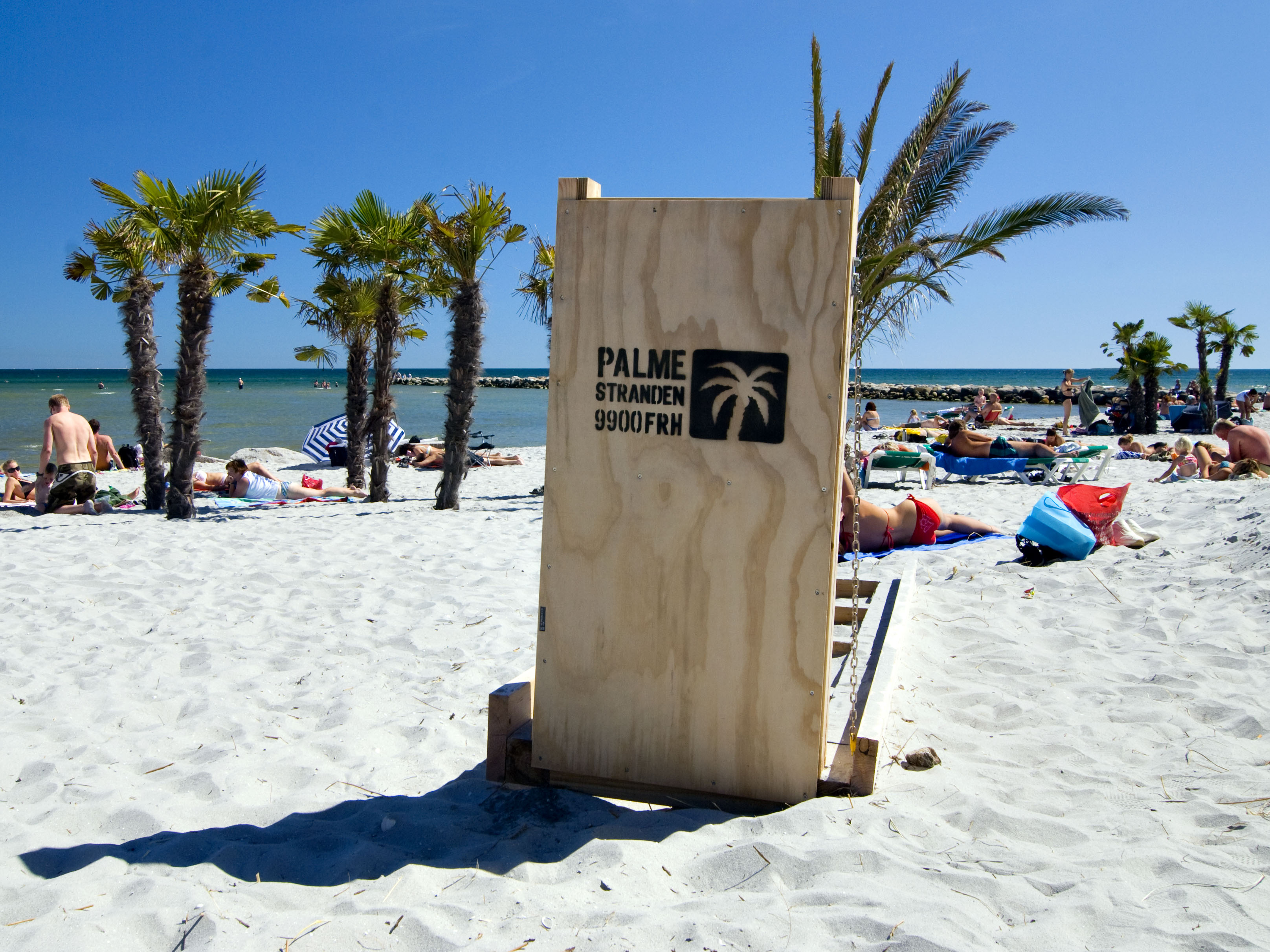
Palmestranden

- Bibliothek – große Bibliothek mit Fachliteratur, neben dem Rathaus
- Bowling – Bowlingcenter im Westen der Stadt
- Eisbahn – Iscenter Nord im Stadtteil Bangsbo, öffentlicher Eislauf und Ligaspiele der erfolgreichen Frederikshavner Eishockeymannschaft, Frederikshavn White Hawks, welche mehrfach dänischer Meister war
- Golf – zwei Golfplätze
- Kino – (deutsche und englische Filme mit dänischen Untertiteln) im Stadtkern
- Konzerte – in der Konzerthalle „Det Musiske Hus“, in den Kirchen und in der „Arena Nord“; im Sommer Konzerte unter freiem Himmel
- Minigolf – Minigolfplatz am Bratten Strand
- Palmestranden – Palmenstrand mit Beachvolleyballfeldern nördlich des Hafens; im Sommer teilweise Animation
- Reiten – auf diversen Höfen möglich, Anfragen über das Touristbüro möglich
- Schwimmen – „Svømmehal“ Schwimmhalle neben dem Rathaus; Tropisches Schwimmbad im Scandic Hotel
- Skihalle (in Planung)
- Wassersport – mehrere Seesporthäfen: Strandby Havn, Rønnerhavn und Søsportshavn

### Unterkünfte
- Camping – mehrere Campingplätze im Stadtgebiet, teilweise strandnah
- Ferienhäuser – Die strandnahen Ferienhausgebiete Bratten Strand, Napstjert und Kæret bieten vornehmlich Einheimischen sowie Touristen die Möglichkeit zur Erholung.
- Hotels – verschiedene Hotels unterschiedlicher Kategorien im Stadtkern
- Privatzimmer – günstige Alternative der Übernachtung, Vermittlung durch Touristbüro
- Sømandshjem – günstige Herbergen in Frederikshavn und Strandby

## Söhne und Töchter der Stadt
- Gitte Aaen (* 1981) – Handballspielerin
- Claus Borre – Sportjournalist
- Karl Bovin (1907–1985) – Künstler
- Sven Bovin – Steinmetz
- Frederik Bramming – Zeichner
- Agnete Brittasius – Künstlerin
- Kaj Bundvad (1904–1976) – Politiker
- Mogens Damm – Politiker
- Søren Frederiksen (* 1972), Fußballspieler und -trainer
- Jens Gaardbo – Journalist
- Susanne Grandt Jakobsen – Autorin
- Bent Haller – Autor
- Hugo Helsten (1894–1978), Turner
- Lotte Kiærskou (* 1975) – Handballspielerin
- Thorald Læssøe (1816–1878) – Landschaftsmaler des Goldenen Zeitalters und Schriftsteller
- Jens Christian Larsen – Parlamentsmitglied (Folketing)
- Oscar Fisker Mølgaard (* 2005) – Eishockeyspieler
- Peter Møller (* 1972) – Fußballspieler und -funktionär
- Erik Mortensen (1926–1998) – Designer bei haute Couture
- Connie Nielsen (* 1965) – Schauspielerin
- Elsebeth Gerner Nielsen (* 1960) – Parlamentsmitglied (Folketing) und ehemalige Kulturministerin
- Harald Nielsen (1941–2015) – Fußballspieler
- Allan Olsen (* 1960) – Sänger und Lieddichter
- FS Orlon – Sänger und Gitarrist
- Thomas Reinholdt Rasmussen (* 1972) – lutherischer Geistlicher
- Lene Siel (* 1968) – Sängerin
- Tina Siel – Sängerin
- Ronnie Strøm – Sänger und Gitarrist
- Svend Studsgaard (1947–2022) – Ringer
- Helle Thomsen (* 1970) – Handballtrainerin und -spielerin
- Alfred Wöhlk (1868–1949) – Chemiker, Apotheker und Pharmazeut

## Städtepartnerschaften
- Bremerhaven, Deutschland
- Paamiut, Grönland
- Borlänge, Schweden
- Larvik, Norwegen
- North Tyneside, England
- Riga, Lettland
- Rovaniemi, Finnland
- Vestmannaeyjar, Island